# Elisabetta da Montefeltro
Elisabetta da Montefeltro (Urbino, 1462 – Ferrara, 1521) fu una nobildonna urbinate e signora di Rimini.

## Biografia
Era la secondogenita di Federico da Montefeltro, duca di Urbino, e della seconda moglie Battista Sforza, figlia di Alessandro Sforza.
Venne data in sposa a Roberto Malatesta, signore di Rimini, il quale aveva combattuto al fianco del futuro suocero in varie occasioni. Il matrimonio avvenne a Rimini il 25 giugno 1475
Diede al marito una figlia, Battista, che le premorì.
Elisabetta rimase vedova il 10 settembre 1482, nello stesso giorno in cui morì anche il padre Federico.
Fece ritorno a Urbino, dove si ritirò nel monastero di Santa Chiara, fatto costruire da suo padre e da lei modificato, assumendo il nome di suor Chiara.
Si trasferì poi a Ferrara, nel monastero di San Bernardino, dove morì forse nell'agosto 1521 o secondo altre fonti nella seconda metà del decennio, precisamente dopo il 28 novembre 1525.

## Ascendenza
|                               |                        |                          | Genitori              |  |  | Nonni |  |  | Bisnonni                  |  |  | Trisnonni                  |  |
|                               |                        |                          |                       |  |  |       |  |  | Antonio II da Montefeltro |  |  | Federico II da Montefeltro |  |
|                               |                        |                          |                       |  |  |       |  |  | Antonio II da Montefeltro |  |  | Federico II da Montefeltro |  |
|                               |                        | Teodora Gonzaga          |                       |  |  |       |  |  | Antonio II da Montefeltro |  |  |                            |  |
| Guidantonio da Montefeltro    |                        |                          |                       |  |  |       |  |  | Antonio II da Montefeltro |  |  |                            |  |
|                               |                        | Agnesina di Vico         | …                     |  |  |       |  |  |                           |  |  |                            |  |
|                               |                        | Agnesina di Vico         | …                     |  |  |       |  |  |                           |  |  |                            |  |
|                               |                        | Agnesina di Vico         | …                     |  |  |       |  |  |                           |  |  |                            |  |
| Federico da Montefeltro       |                        | Agnesina di Vico         |                       |  |  |       |  |  |                           |  |  |                            |  |
|                               |                        | Guido Paolo Accomanducci | …                     |  |  |       |  |  |                           |  |  |                            |  |
|                               |                        | Guido Paolo Accomanducci | …                     |  |  |       |  |  |                           |  |  |                            |  |
|                               |                        | Guido Paolo Accomanducci | …                     |  |  |       |  |  |                           |  |  |                            |  |
| Elisabetta degli Accomanducci |                        | Guido Paolo Accomanducci |                       |  |  |       |  |  |                           |  |  |                            |  |
|                               |                        | ...                      | …                     |  |  |       |  |  |                           |  |  |                            |  |
|                               |                        | ...                      | …                     |  |  |       |  |  |                           |  |  |                            |  |
|                               |                        | ...                      | …                     |  |  |       |  |  |                           |  |  |                            |  |
| Elisabetta da Montefeltro     |                        | ...                      |                       |  |  |       |  |  |                           |  |  |                            |  |
|                               | Muzio Attendolo Sforza | Giovanni Attendolo       |                       |  |  |       |  |  |                           |  |  |                            |  |
|                               | Muzio Attendolo Sforza | Giovanni Attendolo       |                       |  |  |       |  |  |                           |  |  |                            |  |
|                               | Muzio Attendolo Sforza | Elisa Petraccini         |                       |  |  |       |  |  |                           |  |  |                            |  |
| Alessandro Sforza             | Muzio Attendolo Sforza |                          |                       |  |  |       |  |  |                           |  |  |                            |  |
|                               |                        | Lucia Terzani            | …                     |  |  |       |  |  |                           |  |  |                            |  |
|                               |                        | Lucia Terzani            | …                     |  |  |       |  |  |                           |  |  |                            |  |
|                               |                        | Lucia Terzani            | …                     |  |  |       |  |  |                           |  |  |                            |  |
| Battista Sforza               |                        | Lucia Terzani            |                       |  |  |       |  |  |                           |  |  |                            |  |
|                               |                        | Piergentile da Varano    | Rodolfo III da Varano |  |  |       |  |  |                           |  |  |                            |  |
|                               |                        | Piergentile da Varano    | Rodolfo III da Varano |  |  |       |  |  |                           |  |  |                            |  |
|                               |                        | Piergentile da Varano    | Costanza Smeducci     |  |  |       |  |  |                           |  |  |                            |  |
| Costanza da Varano            |                        | Piergentile da Varano    |                       |  |  |       |  |  |                           |  |  |                            |  |
|                               |                        | Elisabetta Malatesta     | Galeazzo Malatesta    |  |  |       |  |  |                           |  |  |                            |  |
|                               |                        | Elisabetta Malatesta     | Galeazzo Malatesta    |  |  |       |  |  |                           |  |  |                            |  |
|                               |                        | Elisabetta Malatesta     | Battista Malatesta    |  |  |       |  |  |                           |  |  |                            |  |
|                               |                        | Elisabetta Malatesta     |                       |  |  |       |  |  |                           |  |  |                            |  |